# Unia Kapłanów Chrystusa Sługi
Unia Kapłanów Chrystusa Sługi – publiczne, kleryckie stowarzyszenie wiernych erygowane przez biskupa tarnowskiego 15 sierpnia 2000 roku. Zrzesza kapłanów katolickich, którzy są moderatorami Ruchu Światło Życie.
Założycielem Unii w 1980 był sługa Boży ks. Franciszek Blachnicki. Główna siedziba Unii znajduje się w Krościenku nad Dunajcem. Do stowarzyszenia należą kapłani katoliccy, diecezjalni i zakonni, z Polski, Niemiec i Słowacji.